# منطقة بيدار
بيدار رمزها «BD» (بالإنجليزية: Bidar)‏ ، هو تقسيم إداري لدولة الهند تتبع ولاية كارناتاكا (بالإنجليزية: Karnataka)‏ ، مركزها هو مدينة بيدار (بالإنجليزية: Bidar)‏ عدد سكانها حسب تعداد سنة 2001 هو 1,501,374 ، مساحتها 5,448 كم² وكثافة السكان 276 لكل كم² .